# Wereldkampioenschappen zwemmen 2011 – 4×100 meter wisselslag mannen
De 4×100 meter wisselslag mannen op de wereldkampioenschappen zwemmen 2011 vond plaats op 31 juli 2011, series en finale. Omdat het zwembad waarin de wedstrijd gehouden werd 50 meter lang is, bestond de race uit acht baantjes. Na afloop van de series kwalificeerden de acht snelste ploegen zich voor de finale. Regerend wereldkampioen was de Verenigde Staten. De eerste twaalf ploegen uit de series kwalificeerden zich tevens voor de Olympische Zomerspelen 2012 in Londen.

## Podium
| Goud | Goud | Zilver | Zilver | Brons                                                                       | Brons |
| --- | ---- | --- | ------ | --------------------------------------------------------------------------- | ----- |
| Nick Thoman Mark Gangloff Michael Phelps Nathan Adrian David Plummer Eric Shanteau Tyler McGill Garrett Weber-Gale | USA  | Hayden Stoeckel Brenton Rickard Geoff Huegill James Magnussen Ben Treffers Christian Sprenger Sam Ashby James Roberts | AUS    | Helge Meeuw Hendrik Feldwehr Benjamin Starke Paul Biedermann Markus Deibler | GER   |

## Records
Voorafgaand aan het toernooi waren dit het wereldrecord en het kampioenschapsrecord
| Wereldrecord en Kampioenschapsrecord | Verenigde Staten Aaron Peirsol Eric Shanteau Michael Phelps David Walters | 3.27,28 | Rome | 2 augustus 2009 |

## Uitslagen

### Series
| Rang | Namen                                                                      | Land                | Tijd    | Serie | Baan | Bijz. |
| ---- | -------------------------------------------------------------------------- | ------------------- | ------- | ----- | ---- | ----- |
| 1    | David Plummer Eric Shanteau Tyler McGill Garrett Weber-Gale                | Verenigde Staten    | 3.32,42 | 2     | 4    | Q     |
| 2    | Helge Meeuw Hendrik Feldwehr Benjamin Starke Markus Deibler                | Duitsland           | 3.33,69 | 1     | 6    | Q     |
| 3    | Nick Driebergen Lennart Stekelenburg Joeri Verlinden Sebastiaan Verschuren | Nederland           | 3.34,59 | 1     | 5    | Q     |
| 4    | Ryosuke Irie Ryo Tateishi Takeshi Matsuda Takuro Fujii                     | Japan               | 3.34,82 | 2     | 5    | Q     |
| 5    | Ben Treffers Christian Sprenger Sam Ashby James Roberts                    | Australië           | 3.34,88 | 1     | 4    | Q     |
| 6    | Charles Francis Andrew Dickens Joseph Bartoch Brent Hayden                 | Canada              | 3.35,36 | 2     | 6    | Q     |
| 7    | Radosław Kawęcki Dawid Szulich Paweł Korzeniowski Konrad Czerniak          | Polen               | 3.36,13 | 3     | 2    | Q     |
| 8    | Liam Tancock Michael Jamieson Antony James Adam Brown                      | Verenigd Koninkrijk | 3.36,19 | 3     | 3    | Q     |
| 9    | Jérémy Stravius Hugues Duboscq Florent Manaudou Fabien Gilot               | Frankrijk           | 3.36,21 | 3     | 4    |       |
| 10   | Charl Crous Cameron van der Burgh Chad le Clos Graeme Moore                | Zuid-Afrika         | 3.36,47 | 2     | 3    |       |
| 11   | Mirco Di Tora Fabio Scozzoli Marco Belotti Luca Dotto                      | Italië              | 3.36,74 | 1     | 3    |       |
| 12   | Stanislav Donets Roman Sloednov Jevgeni Korotysjkin Sergej Fesikov         | Rusland             | 3.36,82 | 3     | 5    |       |
| 13   | Sun Xiaolei Xie Zhi Zhou Jiawei Lü Zhiwu                                   | China               | 3.36,92 | 3     | 7    |       |
| 14   | Guilherme Guido Felipe França Kaio de Almeida Bruno Fratus                 | Brazilië            | 3.36,99 | 3     | 6    |       |
| 15   | Péter Bernek Dániel Gyurta Bence Biczó Dominik Kozma                       | Hongarije           | 3.38,24 | 1     | 2    |       |
| 16   | Simon Sjödin Jakob Dorch Lars Frölander Petter Stymne                      | Zweden              | 3.38,34 | 3     | 1    |       |
| 17   | Matas Andriekus Giedrius Titenis Vytautas Janušaitis Mindaugas Sadauskas   | Litouwen            | 3.38,57 | 1     | 7    |       |
| —    |                                                                            | Zuid-Korea          |         | 2     | 2    |       |
| —    |                                                                            | Griekenland         |         | 2     | 7    |       |

### Finale
| Rang   | Namen                                                                      | Land                | Tijd    | Baan | Bijz. |
| ------ | -------------------------------------------------------------------------- | ------------------- | ------- | ---- | ----- |
| Goud   | Nick Thoman Mark Gangloff Michael Phelps Nathan Adrian                     | Verenigde Staten    | 3.32,06 | 4    |       |
| Zilver | Hayden Stoeckel Brenton Rickard Geoff Huegill James Magnussen              | Australië           | 3.32,26 | 2    |       |
| Brons  | Helge Meeuw Hendrik Feldwehr Benjamin Starke Paul Biedermann               | Duitsland           | 3.32,60 | 5    |       |
| 4      | Ryosuke Irie Kosuke Kitajima Takuro Fujii Shogo Hihara                     | Japan               | 3.32,89 | 6    |       |
| 5      | Nick Driebergen Lennart Stekelenburg Joeri Verlinden Sebastiaan Verschuren | Nederland           | 3.34,11 | 3    |       |
| 6      | Liam Tancock Michael Jamieson Antony James Adam Brown                      | Verenigd Koninkrijk | 3.36,58 | 8    |       |
| 7      | Charles Francis Andrew Dickens Joseph Bartoch Brent Hayden                 | Canada              | 3.36,80 | 7    |       |
| 8      | Marcin Tarczynski Dawid Szulich Paweł Korzeniowski Konrad Czerniak         | Polen               | 3.37,44 | 1    |       |